# باشگاه خودروهای اسپرت آمریکا
باشگاه خودروهای اسپرت آمریکا (SCCA) یک کمیته خصوصی اتومبیلرانی آمریکایی و بدنه برگزار کننده مسابقات است که سری مسابقات اتوکراس، رالی‌کراس، HPDE، تایم تریل، مسابقات جاده ای، و تپه‌نوردی را در ایالات متحده آمریکا پشتیبانی و برگزار می‌کند. این شرکت که در سال ۱۹۴۴ تشکیل شد، این باشگاه برنامه‌های زیادی را برای مسابقات اتومبیلرانی آماتور و حرفه ای اجرا می‌کند.